# Hidden Children - Escape of the Innocents
Hidden Children - Escape of the Innocents (originele titel: La fuga degli innocenti) is een Italiaanse oorlogsfilm van Leone Pomucci uit 2004. Het verhaal speelt zich hoofdzakelijk af in Italië tijdens de Tweede Wereldoorlog en toont het waargebeurde verhaal over de vlucht van een groep Joodse kinderen van 1941 tot 1944. Acteurs zijn onder meer Max von Sydow, Ken Duken en Jasmine Trinca. De film won in 2004 en 2005 prijzen op diverse festivals.

## Het verhaal
Het leven van een groep kinderen valt in handen van de Joodse leraar Josef Belzer. Hij is de zoon van een joodse rabbijn uit Zagreb. Hoewel de meeste kinderen en de begeleiders het niet goed beseffen, ontsnappen ze telkens opnieuw aan de dood. De kinderen leven met de idee dat ze hun ouders op een dag zullen terugzien. Iedereen trekt zich aan elkaar op, en dankzij de hulp van moedige burgers en militairen die zich rond de regels buigen, bereiken ze uiteindelijk de Zwitserse grens.

## Rolverdeling
- Ken Duken 	... 	Joseph Indig
- Jasmine Trinca 	... 	Tilla Nagler
- Ennio Fantastichini 	... 	Marco Shocky
- Eliana Miglio 	... 	Helene
- Max von Sydow 	... 	Valobra
- Toni Bertorelli 	... 	Mortara (as Tony Bertorelli)
- Ana Caterina Morariu 	... 	Shosha

## Achtergrond

### Kleurengebruik en muziek
Hoewel de film een kleurenfilm is, maakt men bewust gebruik van sombere, onopvallende kleuren. De grauwe kleuren staan voor de onmacht, de willekeur en de koude en tristesse tijdens de Tweede Wereldoorlog. Uitzonderlijk gebruikt de regie opvallende kleuren. Dit doet men onder andere zodat iets opvalt of in beeld springt zoals de felrode Duitse vlaggen met de fascistische tekens. Als dochter van een Duitse officier in beeld komt, krijgt de kijker het gevoel dat er een engel verschijnt. Een klein meisje met een wit kleedje springt in de armen van haar papa, de onschuld zelve… Dit contrasteert met de burger die midden op een plein de felrode vlag zwaait en neergeknald wordt. Ten slotte vinden we een kleurrijke scène bij de ‘meisjes van plezier’, waar elke klant gelijk is zolang men betaalt en er geen onderscheid is tussen ‘soorten’ mensen.

### Muziek
In de film wordt er vaak klassieke muziek gespeeld. Er is een muziekfragment met strijkers dat telkens terugkeert als het spannend wordt. Er zijn twee korte momenten wanneer ze iets te vieren hebben, en alleen dan horen we muziek van toen.

### Camerabeelden –standpunten  en –bewegingen
De film start met kindertekeningen over de oorlog. Elke shot is een aparte tekening waarin de kijker tanks, geweren, vliegtuigen en fascistische tekens terugvindt. Tussen elke tekening door komen de namen van wie aan de film werkte. De tekeningen zuigen de kijker in de denkwereld van kinderen. Opvallend is dat de camera op ‘kinderhoogte’ filmt. Men krijgt de indruk dat men de wereld door kinderogen toont. De volwassenen staan iets hoger in beeld. Dit past bij de realiteit van het kinderleven. Een frequente camerabeweging is de zijdelingse camera. Het geeft een overzicht over de ruimte waar de scène zich afspeelt. Men gebruikt ook af en toe een subjectieve camera. Dit gebeurt op twee manieren. Enerzijds loopt de camera soms mee bij actieve scène waardoor je het realistische gevoel krijgt midden in de scène te zitten. Anderzijds zie je beelden door de lens van een Duitse cameraman op scène die de deportatie van joden in goederentreinen voor de bezetters filmt. De beelden geven opnieuw een realistische indruk. Het zijn de enige beelden in de film die zwart wit zijn.

### Opeenvolgende botsende beelden
In de film zijn botsende shots en scènes te vinden. Bijvoorbeeld:
- De eerste scène toont Duitse militairen die vertellen over de efficiëntie van gaskamers. In de volgende ziet men de joodse leraar Josef aan de Joodse kinderen vertellen over het belang van zuurstof in het menselijk lichaam.
- In het eerste shot praten Duitse militairen over hun jacht op de groep kinderen. Een shot later vliegt de dochter van de officier hem om zijn hals en verandert de man van een monster dat op kinderen jaagt in een vader die van zijn dochter houdt.

### Democratie, menselijkheid versus regels en God
Leraar Josef gelooft in democratie: via een vergadering en stemmen worden beslissingen gemaakt. Hij heeft het er enkele keren over. In de film komt er een scène voor waar hij gebruikmaakt van het stemrecht en waar men verwijst naar de gevolgen bij het volgen van regels:
De scène doet zich voor in villa Iris op het platteland van Modena. Een overste maakt zich kwaad op twee kinderen, broer en zus, omdat ze samen willen slapen. De regels stellen namelijk dat jongens en meisjes apart slapen. Leraar Josef komt tussenbeide. Hij herinnert de overste eraan dat de groep het enkel al overleefd had omdat mensen fascistische regels genegeerd hebben. Hij laat de kinderen stemmen of ze wel of niet willen samen slapen. Uiteraard steekt iedereen zijn hand op en de kinderen kiezen waar ze slapen.
Er hebben tijdens de Tweede Wereldoorlog zoveel mensen de regels gevolgd waardoor gruwelijke dingen plaatsvonden. Leraar Josef verwijst doorheen de film meermaals naar menselijkheid boven regels.
Doorheen de film wordt meermaals verwezen naar God. Er worden verschillende vragen gesteld: “Waarom helpt God zijn volk niet?” “Waar is God?” en “Bestaat God wel?”. Men verwijst dus meermaals naar het geloof dat in slechte tijden op de proef wordt gesteld. Een scène benadrukt dit:
Een jong meisje staat voor het beeld van de gekruisigde Jezus Christus. Ze vraagt aan de “God van de christenen” of hij wil vragen aan haar God om terug te keren. Ze vreest dat hij hen vergeten is…

## Prijzen en nominaties
Hidden Children - Escape of the Innocents won in totaal 9 prijzen:
- De Silver FIPA van het Biarritz International Festival of Audiovisual Programming
- De Flaiano d'Oro voor beste regie
- De "Golden Chest" en de juryprijs op het Golden Chest International Television Festival
- De Jewish Eye voor beste film op het World Jewish Film Festival
- Een speciale vermelding op het Festival de télévision de Monte-Carlo
- De publieksprijs op het Reims International Television Days
- Twee Magnolia Awards (beste regisseur en beste technologie) op het Shanghai International TV Festival.